# روابط ایران و نیجریه
روابط بین ایران و نیجریه به قبل از پیروزی انقلاب اسلامی ایران بر می‌گردد. سفارت ایران در سال ۱۳۵۲ در شهر لاگوس (پایتخت سابق نیجریه) افتتاح شد. جمشید مفتاح به عنوان اولین سفیر ایران در نیجریه منصوب گردید. سفارت نیجریه در تهران نیز در سال ۱۳۵۳ افتتاح گردید و «وی.ان. چیبوندو» به عنوان اولین سفیر نیجریه در تهران منصوب گردید.

## روابط دو کشور
روابط ایران و نیجریه با تنش‌ها و فراز و نشیب‌هایی همراه بوده‌است. بعد از پیروزی انقلاب اسلامی ایران در سال ۱۳۵۷ شمسی، نیجریه سفارت خود را در ایران برای مدتی تعطیل کرد و مجدداً در سال ۱۹۸۷ برابر با ۱۳۶۶ شمسی سفارت نیجریه آغاز به کار کرد. کشور نیجریه یکی از کشورهای آفریقایی است که بیش از ۵۰ درصد مردم آن مسلمان سنی مذهب سلفی هستند.به همین دلیل نیز این کشور یکی از اهداف جمهوری اسلامی برای فعالیت‌های فرهنگی به حساب می‌آمده‌است. بعد از امضاء موافقت نامه همکاری‌های فرهنگی و آموزشی بین دو کشور در فروردین ماه سال ۱۳۷۵ شمسی ایران فعالیت‌های فرهنگی خود را در زمینه‌های مختلف در نیجریه شروع کرد.
در اسفندماه ۱۳۹۵ شمسی در مناطق عمدتاً مسلمان‌نشین شمال نیجریه بعد از فعالیت‌های فرهنگی ایران، افزایش مردمی که به مذهب شیعه گرویده بودند به خوبی مشهود بود.

## فعالیت‌های فرهنگی ایران در نیجریه
- درست کردن یک مستند از فعالیت‌های شیخ زکزاکی که علیه حکومت نیجریه بوده‌است.[۴]
- ارتباط با علما، استادان دانشگاه‌ها و شخصیت‌های فرهیخته، انتشار کتب مورد نیاز، حمایت از مدارس اسلامی، برپایی و شرکت در نمایشگاه‌های کتاب در ایالت‌های مختلف، اعزام شخصیت‌های عملی و مذهبی از دیگر فعالیت‌های فرهنگی جمهوری اسلامی ایران در نیجریه می‌باشد.[۵]
- سازمان دارالثقلین در شهر کانوی نیجریه متعلق به ایران می‌باشد.[۶]

## شیعه در نیجریه
- نیجریه با جمعیتی حدود به ۳۰۰ میلیون نفر از کشورهای پرجمعیت آفریقا می‌باشد. بیش از نیمی از جمعیت نیجریه مسیحی و نیمی دیگر سنی (اکثراً سنی مالکی) هستند. بعد از انقلاب ایران در سال ۱۳۵۷ و شروع فعالیت‌های فرهنگی ایران در کشورهای آفریقایی و به‌طور خاص در نیجریه، روند رو به رشد گرویدن مسلمانان سنی به مذهب شیعی در این کشور شروع شد، به‌صورتی که در حال حاضر تعداد شیعیان تا ۱۰ میلیون نفر تخمین زده می‌شود.[۷]
- رهبر شیعیان نیجریه، شیخ ابراهیم زکزاکی است. شیعیان نیجریه بیش از هر جای دیگر تحت تأثیر فعالیت‌های فرهنگی ایران به شیعه گرویده‌اند و تصاویر رهبران و مراجع تقلید شیعه ایرانی را در حسینیه‌ها و مساجد و مجالس خود نصب می‌کنند. زکزاکی بارها به ایران سفر کرده و متأثر از افکار شیعیان ایرانی است. وی آخرین بار در ابتدای سال ۱۳۹۳ به قم و تهران سفر کرد. وی هم‌چنین عضو مجمع عمومی مجمع جهانی موسوم به اهل بیت است.[۷]
- ابراهیم زکزاکی قبل از انقلاب ایران سنی بود و بعد از سفری که در اولین سال‌های بعد از انقلاب ۱۳۵۷ به ایران داشت، به تشیع درآمد و نقشی اساسی در تبلیغ و انتشار تشیع در نیجریه داشت.
- در آذر ۱۳۹۴ نیروهای امنیتی نیجریه به محل تجمع شیعیان هوادار شیخ زکزاکی حمله کرده و تعدادی کشته شدند[۸] و زکزاکی دستگیر شد که به‌دنبال آن در ایران تظاهرات و مراسم‌هایی در حمایت از وی و علیه دولت نیجریه برگزار شد.[۹][۱۰]

## تیرگی رابطه نیجریه با ایران
- اوایل آبان‌ماه سال ۱۳۹۰ مأموران گمرک نیجریه در بندر لاگوس ۱۳ کانتینر حاوی سلاح که از ایران و تحت پوشش مصالح ساختمانی با کشتی ارسال شده بود را کشف کردند. این ماجرا سرآغاز تنش میان ایران و برخی از کشورهای آفریقایی شد که به تیرگی روابط نیجریه با تهران شد و بعد از کشف سلاح‌ها مشخص شد که مقصد نهایی این سلاح‌ها کشور گامبیا بوده و ایران قصد داشته‌است که این سلاح‌ها را به شورشیان مسلمان گامبیا برساند که بدنبال آن گامبیا روابط دیپلماتیک خود را با ایران قطع کرد.[۱۱] این ۱۳ کانتینر در بندرعباس بارگیری شده بود.[۱۲]
- پاسدار عظیم آقاجانی، عضو سپاه پاسداران در نیجریه در جریان کشف ۱۳ کانتینر دستگیر شد. ایران در همان زمان به منظور پوشاندن موضوع کشف ۱۳ کانتینر کشف شده، آمادگی خود را برای اعطای وام یک میلیارد دلاری جهت اجرای پروژه‌های اقتصادی و تجاری در نیجریه را اعلام کرد.[۱۳]
- بعد از وقایع دستگیری شیخ زکزاکی در شمال نیجریه ایران به این حمله اعتراض کرد و آن را به کشور عربستان نسبت داد.[۱۴]
- در خرداد ۱۳۹۰ سفیر نیجریه در ایران اعلام کرد که باندهایی در سفارت ایران در ابوجا مشغول قاچاق انسان از طریق نیجریه به ایران سپس به اروپا می‌باشد.[۱۵]
- در آذرماه ۱۳۹۴ کشور نیجریه به ائتلاف نظامی عربستان که متشکل از ۳۴ کشور عربی-اسلامی بود پیوست.[۱۶]

## روابط سیاسی
در مرداد ماه ۱۳۹۵ محمد جواد ظریف وزیر امور خارجه ایران برای یک سفر دیپلماتیک به نیجریه رفت و با محمد بوهاری رئیس‌جمهور نیجریه ملاقات کرد. در این ملاقات ظریف دربارهٔ گسترش همکاری‌های مشترک دوجانبه و توسعه روابط تهران و ابوجا گفتگو کرد و یک یادداشت تفاهم در سطح وزاری خارجه بین دو کشور امضا شد.